# Élopement
 (novembre 2023).
Si vous disposez d'ouvrages ou d'articles de référence ou si vous connaissez des sites web de qualité traitant du thème abordé ici, merci de compléter l'article en donnant les références utiles à sa vérifiabilité et en les liant à la section « Notes et références ».
Cet article concerne le phénomène de fugue amoureuse. Pour le film américain, voir Enlevez-moi, Monsieur !.

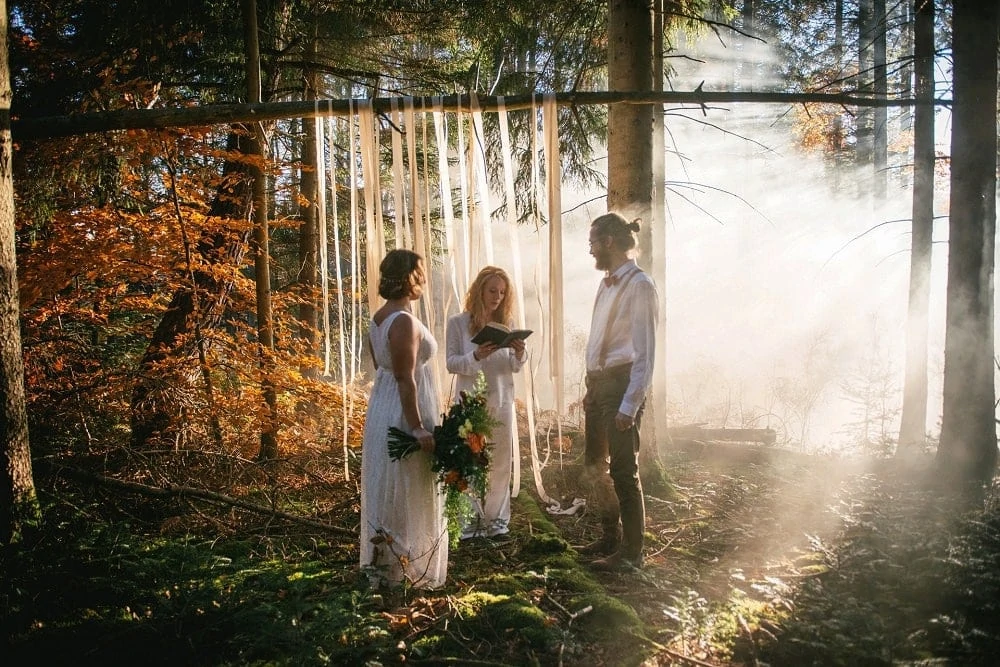
Exemple d'une cérémonie d'élopement avec seulement le couple et un officiant.

Un élopement,, ou elopement désigne un mariage intimiste, réalisé de manière discrète, pouvant être directement suivi d'un voyage de noces ou être célébré durant un voyage mais ne donnant pas lieu à un grand rassemblement. Le terme était à l'origine utilisé dans le monde anglo-saxon pour définir un mariage conduit de façon clandestine, impliquant généralement la fugue d'un couple amoureux, dans l'intention de se marier. Il est généralement présenté de cette manière dans les œuvres romantiques mettant en scène des mariages impossibles. Les éloignements, lors desquels un couple s'enfuyait et plaçait les deux familles devant le fait accompli, différaient alors grandement des enlèvements pour lesquels il n'existait pas de consentement de la future épouse et/ou du futur époux.

## Étymologie
Le mot élopement – qui n'est pas décrit dans les dictionnaires français de référence – est tiré de l'anglais elopement, qui signifie « quitter la maison en secret afin de se marier sans la permission de ses parents ». Littéralement, ce terme se traduit par « fugue amoureuse », cependant l'anglicisme « élopement » est largement utilisé en France[réf. nécessaire]. Dans l'Italie du Sud, on parle de Fuitina.

## Historique
Sur le plan culturel, l'élopement se rattache à l'imaginaire romantique des amours impossibles ou secrètes, basées sur la transgression. Il désigne aujourd'hui tout mariage réalisé rapidement dans un cercle très restreint, voire uniquement avec le couple et les témoins nécessaires. S'il est habituellement directement suivi d'un voyage de noces, il ne donne pas lieu à un grand rassemblement. Certains couples choisissent ce type de mariage pour son caractère intimiste et sa dimension romantique, tandis que d'autres privilégient l'élopement afin d'éviter les conflits parentaux ou religieux.

## L'élopement moderne
Au 21e siècle, les couples[Où ?] ont tendance à inviter moins de personnes et à sortir des traditions du mariage typique.[réf. souhaitée] Ainsi, les mariages à l'étranger (à destination) ou les mariages intimes (élopements) ont le vent en poupe. Les mariés sont de plus en plus informés et stables, et prennent des décisions en fonction de leurs goûts et de leurs envies, et non plus en fonction des attentes de leurs familles et proches. En effet, les futurs époux se mariant plus tard (33 ans) ils sont financièrement plus indépendants et prennent donc plus facilement leurs propres décisions.
Ainsi, les couples plus introvertis ou au contraire les plus aventuriers qui cherchent à vivre une expérience extraordinaire pour leur mariage, optent pour l'élopement du fait de sa discrétion ou de la possibilité d'associer voyage et échange de consentements. 21% des futurs mariés se disent stressés avant leur mariage, majoritairement à cause d'une organisation qui demande trop de temps et de connaissances, et la peur d'oublier quelque chose / de ne pas plaire à tout le monde. Ainsi, certains de ces couples décident de s'émanciper de cette situation et choisissent l'élopement. Ils évitent alors de planifier une journée entière pendant plus d'un an, de dilapider un budget important pour une seule journée, et tout le stress lié à ce type d'événement en choisissant une expérience de mariage qui célèbre avant tout leur engagement l'un pour l'autre.

### Définition actuelle
De nos jours, l'élopement est plutôt vu comme un mariage intentionnellement petit et intime qui permet de placer plus de sens sur l'engagement pris par le couple sur lequel il se centre presque exclusivement. De plus en plus de couples souhaitent une expérience hors du commun pour leur mariage en sortant des sentiers battus et en évitant les traditions liées à un mariage typique. Un élopement est un mariage intime où l’attention est entièrement mise sur le couple et leur expérience. Un élopement permettrait au couple de faire abstraction de la pression et des attentes des autres personnes pour vivre une journée de mariage authentique, intime et véritablement axée autour d’eux et de leur union.[réf. souhaitée]